# Marvin Gaye
Marvin Gaye (Washington, 2 de abril de 1939 – Los Angeles, 1 de abril de 1984), nascido Marvin Pentz Gay, Jr., foi um cantor popular de soul e R&B, arranjador, multi-instrumentista, compositor e produtor. Ganhou fama internacional durante os anos 1960 e 1970 como um artista da gravadora Motown.
O início da carreira do cantor foi em 1961, na Motown, onde Gaye rapidamente se tornaria o principal cantor da gravadora e emplacaria numerosos sucessos durante os anos sessenta, entre eles "Stubborn Kind of Fellow", "How Sweet It Is (To Be Loved By You)", "I Heard It Through the Grapevine" e vários duetos com Tammi Terrell, incluindo "Ain't No Mountain High Enough" e "You're All I Need to Get By", antes de mudar sua própria forma de se expressar musicalmente. Gaye é importante por sua luta por produzir seus sucessos, mas criativamente restritivo — no processo de gravação da Motown, intérpretes, compositores e produtores eram geralmente mantidos em áreas separadas.
Com seu bem-sucedido álbum What's Going On, de 1971, e outros lançamentos subsequentes — includindo Trouble Man, de 1972, e Let's Get It On, de 1973, Gaye, que vez ou outra compunha canções para artistas da Motown no início da sua carreira, provou também que poderia tanto escrever quanto produzir seus próprios discos sem ter de confiar no sistema da Motown. Ele é também conhecido por seu ambientalismo, talvez mais evidente na canção "Mercy Mercy Me (The Ecology)".
Durante os anos setenta, Gaye lançaria outros notáveis álbuns, includindo Let's Get It On e I Want You, além de ter emplacado vários sucessos, como "Let's Get It On" e "Got to Give It Up". Já no começo dos anos oitenta, seria a vez do hit "Sexual Healing", que lhe rendeu — antes de sua morte — dois prêmios Grammy. Até o momento de ser assassinado pelo seu pai, em 1984, Gaye tinha se tornado um dos mais influentes artistas da cena soul. Em 1996, Gaye foi homenageado na 38.º cerimônia do Grammy Awards.
A carreira de Marvin tem sido descrita como uma das que "abarcam toda a história do R&B, do doo-wop dos anos cinquenta ao soul contemporâneo dos anos oitenta." Críticos têm também afirmado que a produção musical de Gaye "significou o desenvolvimento da black music a partir do rhythm'n blues, através de um sofisticado soul de consciência política nos anos setenta e de uma abordagem maior em assuntos de cunho pessoal e sexual."

## Primeiros anos
Marvin Pentz Gay Jr. nasceu em 2 de abril de 1939, no Freedman's Hospital em Washington, DC, filho do ministro da igreja Marvin Pentz Gaye Sr.. Sua primeira casa foi em um conjunto habitacional público, o Fairfax Apartments (agora demolido) na 1617 1st Street SW no bairro Southwest Waterfront. Embora fosse um dos bairros mais antigos da cidade, com muitas casas elegantes em estilo federal, a maioria dos edifícios era pequena, em péssimo estado de conservação e carecia de eletricidade e água encanada. Os becos estavam cheios de barracos de um e dois andares, e quase todas as habitações estavam superlotadas. Gaye e seus amigos apelidaram a área de "Simple City", por ser "meia cidade, meio campo".
Gaye era o segundo mais velho dos quatro filhos do casal. Ele tinha duas irmãs, Jeanne e Zeola, e um irmão, Frankie Gaye. Ele também tinha dois meio-irmãos: Michael Cooper, filho de sua mãe de um relacionamento anterior, e Antwaun Carey Gay, nascido como resultado de casos extraconjugais de seu pai.

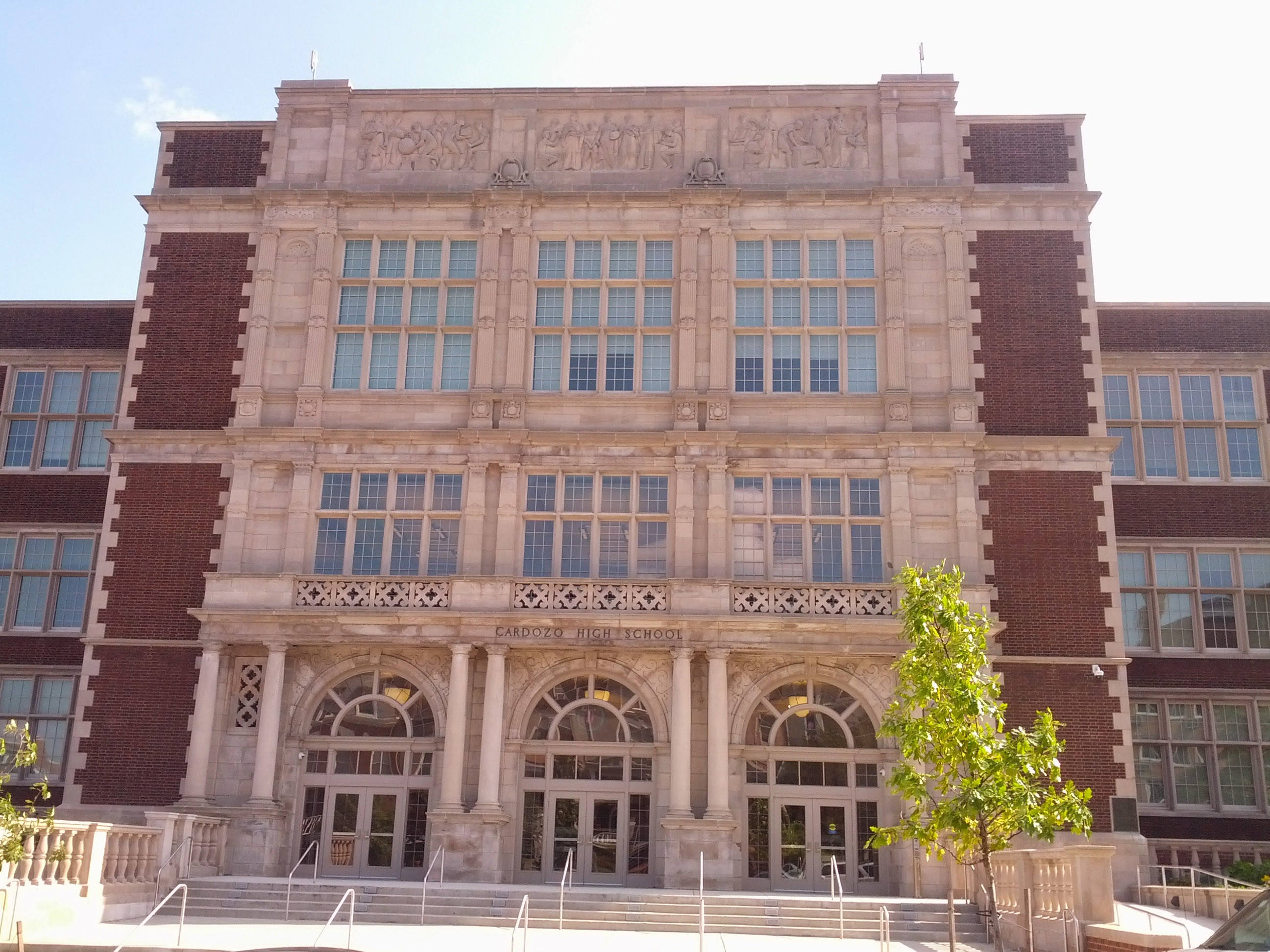
Marvin Gaye estudou na Cardozo High School no bairro de Columbia Heights em Washington, DC

Gaye começou a cantar na igreja quando tinha quatro anos. Seu pai frequentemente o acompanhava ao piano. Gaye e sua família faziam parte de uma igreja pentecostal conhecida como a Casa de Deus, que recebeu seus ensinamentos do pentecostalismo hebraico, defendia uma conduta estrita e aderiu ao Antigo e ao Novo Testamento. Gaye desenvolveu o amor pelo canto desde cedo e foi encorajado a seguir uma carreira musical profissional depois de uma apresentação em uma peça da escola aos 11 anos cantando Be My Love de Mario Lanza. Sua vida doméstica consistia em "surras brutais" de seu pai, que o agredia por qualquer falha. O jovem Gaye descreveu viver na casa de seu pai como semelhante a "viver com um rei, um rei muito peculiar, mutável, cruel e todo poderoso". Ele sentiu que se sua mãe não o consolasse e o encorajasse a cantar, ele teria cometido suicídio. Sua irmã explicou mais tarde que Gaye foi espancado com frequência, desde os sete anos até a adolescência.
Gaye estudou na Syphax Elementary School e depois na Randall Junior High School. Gaye começou a levar o canto muito mais a sério no ensino fundamental, e ingressou na música e se tornou uma estrela dela no Randall Junior High Glee Club.
Em 1953 ou 1954, os Gays se mudaram para o projeto habitacional público East Capitol Dwellings no bairro Capitol View de DC. O apartamento deles (Unidade 12, 60th Street NE - agora demolido) foi a casa de Marvin até 1962.
Gaye frequentou brevemente a Spingarn High School antes de se transferir para a Cardozo High School. Na Cardozo, Gaye se juntou a vários grupos vocais doo-wop, incluindo os Dippers e os DC Tones. O relacionamento de Gaye com seu pai piorou durante sua adolescência, já que seu pai o expulsava de casa com frequência. Em 1956, Gaye, de 17 anos, abandonou o ensino médio e se alistou na Força Aérea dos Estados Unidos como aviador básico. Decepcionado por ter que realizar tarefas domésticas, ele fingiu doença mental e recebeu alta logo depois. O sargento de Gaye afirmou que ele se recusou a seguir as ordens. Gaye recebeu uma "Dispensa Geral" do serviço.

## Carreira
Após abandonar as Forças Aéreas em 1957, Gaye começou sua carreira musical em vários grupos doo wop, fixando-se em um popular grupo de Washington DC, chamado The Marquees. Com Bo Diddley, os Marquees lançaram o single "Wyatt Earp" em 1957 pela gravadora Okeh e foram então contratados por Harvey Fuqua para o grupo The Moonglows. "Mama Loocie", lançada em 1959 pela gravadora Chess, foi o primeiro e único single de Gaye com os Moonglows. Junto com os Moonglows, Gaye assimilou várias técnicas, utilizadas posteriormente, nos álbuns que produziria. E foi com ajuda dessa banda que ele foi apresentado a empresários da cena musical. Depois de um concerto em Detroit, o "novo" Moonglows foi dissolvido e Fuqua apresentou Gaye a Berry Gordy, presidente da Motown Records. Ele contratou Gaye primeiramente como baterista de estúdio, para tocar para grupos como The Miracles, The Contours, Martha and the Vandellas, The Marvelettes, entre outros. Gaye tocou bateria para as Marvelettes na canção "Please Mr. Postman", em 1961, e para a versão ao vivo de Little Stevie Wonder para a canção "Fingertips Pt. 2", de 1963. Ambas canções alcançaram o primeiro lugar na parada norte-americana da Billboard.
Depois de iniciar sua carreira na Motown, Gaye mudou seu nome de Marvin Gay para Marvin Gaye, acrescentando o 'e' para se separar do nome de seu pai, para encerrar os boatos em curso em torno de sua sexualidade e ainda para imitar seu ídolo, Sam Cooke, que havia também acrescentado um 'e' ao seu sobrenome. Gaye desejava gravar para a Motown, mas Berry Gordy tinha receio quanto ao cantor, devido ao fato de que Gaye não costumava seguir as ordens sobre as quais a gravadora queria que ele cumprisse. De acordo com um documentário do canal de televisão VH1, a namorada de Marvin — e irmã de Berry —, Anna Berry Gordy, convenceu o irmão a assinar com Gaye. Berry concordou em deixar que Marvin gravasse versões pop-contemporâneas de baladas românticas baseadas no jazz.

### Início do sucesso

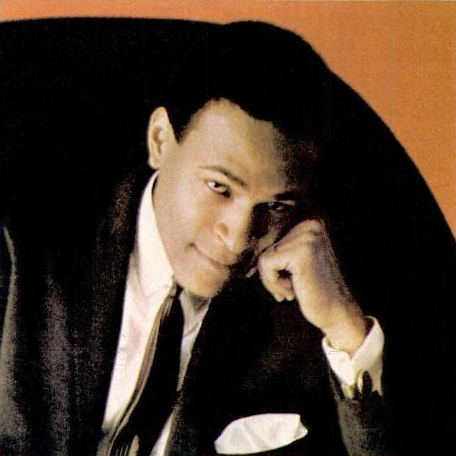
Gaye em 1965

Popular e querido dentro da Motown, Gaye já carregava com ele uma maneira sofisticada e cavalheiresca e tinha pouca necessidade de treinamento no setor de desenvolvimento artístico da gravadora — embora tenha seguido o conselho do diretor dessa divisão, Maxine Powell, de não cantar de olhos fechados, para não parecer que tinha adormecido". Em junho de 1961, foi lançado a primeira gravação solo de Gaye, The Soulful Moods of Marvin Gaye. Foi o segundo LP lançado pela Motown — o primeiro foi o Hi… We're The Miracles, o primeiro disco dos Miracles. Apesar das faixas "How Deep Is the Ocean?" e "How High the Moon" terem sido elogiadas pela crítica pela profundidade das harmonias e melodias, o álbum de Gaye fracassou e nem chegou às paradas norte-americanas. Marvin ainda tinha dificuldades em descobrir seu jeito próprio de cantar, que ele desejava que fosse o mais próximo de Nat King Cole, um dos ícones do jazz, estilo que predomina no primeiro disco solo de Marvin. A Motown queria que o cantor se direcionasse para melodias da soul music, mais populares e atraentes no mercado fonográfico.
Depois de discutir sobre a direção de sua carreira com Berry Gordy, Gaye — relutante — concordou em gravar mais canções de R&B de seus colegas de gravadora e outros três novos escritos pelo próprio Gordy. Seu primeiro single lançado, "Let Your Conscience Be Your Guide", construída sobre uma vibração de Ray Charles, fracassou nas paradas — tendo o mesmo ocorrido com as canções "Sandman" e "A Soldier's Plea", todas de 1962. Ironicamente, Gaye encontraria o sucesso primeiramente como compositor da canção "Beechwood 4-5789", gravada pelas Marvelettes em 1962. Finalmente naquele mesmo ano, o single "Stubborn Kind of Fellow" rendeu algum sucesso e chegou ao Top 10 R&B dos Estados Unidos. Co-escrita por Gaye e produzida pelo amigo William "Mickey" Stevenson, a gravação contou com a participação das recém-contratadas Martha and the Vandellas (então conhecidas como The Vells) e foi uma espécie de desabafo autobiográfico sobre o comportamento indiferente e deprimido de Gaye. Na sequência de "Stubborn Kind of Fellow" vieram, em 1963, outros três singles: as dançantes "Hitch Hike" e "Can I Get a Witness", que chegaram ao Top 30 Pop da Billboard, e a balada romântica "Pride and Joy", primeira canção de Gaye a chegar ao Top 10 Pop.
Apesar do cantor começar a encontrar o caminho do sucesso, Marvin ainda brigava com a Motown para ser um cantor de baladas românticas e sofisticadas, diferentemente da linha da gravadora que esperava de seus artistas os grandes hits. Batalhas entre a opção artística de Marvin e a demanda por produtos comerciais da Motown seriam frequentes ao longo dos anos e marcariam o relacionamento entre o cantor e a gravadora, já que as insistentes cobranças do selo por um trabalho mais comercial eram incompatíveis com as ambições artísticas de Gaye.
O sucesso continuaria em 1964 com os singles "You Are a Wonderful One" (que contou com o trabalho vocal de fundo do grupo The Supremes), "Try It Baby" (que contou com vocais de fundo do grupo The Temptations), "Baby Don't You Do It" e "How Sweet It Is (To Be Loved By You)", que tornou-se sua primeira composição de sucesso. Durante este fase inicial de sucesso, Gaye ainda contribuiu com o grupo Martha and the Vandellas, sendo autor da letra do hit "Dancing in the Street", sucesso naquele mesmo ano. Gaye também conseguiu figurar nas paradas com o álbum Together, um disco de duetos com a cantora Mary Wells. A dupla emplacou os singles "Once Upon a Time" e "What's the Matter With You, Baby?". Como artista solo, Gaye continuou a desfrutar de um grande sucesso e seu LP Moods of Marvin Gaye, de 1966, do qual participou Smokey Robinson, colocou os singles "I'll Be Doggone" e "Ain't That Peculiar" tanto o Top 10 Pop da Billboard quanto no topo — pela primeira vez na carreira do cantor — da parada R&B norte-americana. Com Kim Weston, sua segunda parceria de dueto, foi lançado "It Takes Two", canção que chegou ao Top 20 Pop e ao quarto lugar na lista de R&B da Billboard. Marvin Gaye se estabelecia como um dos principais artistas na era dos duos. Seu sucesso como cantor solo também lhe concedeu o status de ídolo da juventude, assim como ele se tornou um dos artistas prediletos nos principais shows adolescentes — entre os quais, American Coreto, Shindig!, Hullaballoo e The Mike Douglas Show. Ele também se tornou um dos poucos artistas da Motown a se apresentar no Copacabana — e um álbum seu gravado na casa demoraria três décadas para ser lançado.

### Tammi Terrell
Uma série dos sucessos de Gaye pela Motown foram duetos com artistas femininas, tais como Mary Wells e Kim Weston. O primeiro LP do cantor a aparecer nas listas da Billboard foi o Together, de 1964, disco de duetos com Wells. No entanto, a parceira mais popular e memorável de Marvin foi Tammi Terrell. Gaye e Terrell tinham um bom relacionamento e o álbum de estréia da dupla, United, lançado em 1967, gerou uma série de sucessos, como "Ain't No Mountain High Enough", "Your Precious Love", "If I Could Build My Whole World Around You" e "If This World Were Mine".
A dupla de compositores Nickolas Ashford e Valerie Simpson, que eram também casados, forneceu as letras e a produção para as gravações de Gaye/Terrell. Enquanto Gaye e Terrell não formavam um casal de namorados — embora rumores persistam de que eles podem ter tido um caso anteriormente —, eles atuavam como verdadeiros amantes nas gravações. De fato, Gaye às vezes declarava que pela duração das canções ele estava apaixonado por ela. Mas ainda naquele ano, o sucesso da parceria foi tragicamente encurtado. Em 14 de outubro, Terrell desmaiou nos braços de Gaye, enquanto eles se apresentavam no Hampton Institute (hoje Hampton Universit), em Hamptom, Virgínia. Era o primeiro sintoma de um tumor cerebral, diagnosticado em exames realizados posteriormente, e que continuaria a debilitar a saúde de Tammi.
A Motown decidiu tentar e continuar as gravações da dupla Gaye/Terrell. Em 1968, a gravadora lançou You're All I Need, o segundo LP da dupla, que se destacou pelos sucessos de "Ain't Nothing Like the Real Thing" e "You're All I Need to Get By". No ano seguinte foi lançado Easy, o último álbum da dupla. A deterioração da saúde de Terrell a impediu de concluir as gravações de estúdio e a maior parte dos vocais femininos teriam sido gravados por Valerie Simpson. Duas faixas do LP eram canções arquivadas da carreira solo de Terrell e foram mixadas com a voz de Gaye.
A doença de Tammi Terrell deixou Gaye em profunda depressão; quando sua canção "I Heard It Through the Grapevine" (inicialmente gravada em 1967 por Gladys Knight & The Pips) chegou ao primeiro lugar da principal lista da Billboard — além de ter também sido o single mais vendido da história da Motown, com quatro milhões de cópias —, ele se recusou a reconhecer seu sucesso, sentindo que ele era imerecido. O trabalho com o produtor Norman Whitfield, que havia produzido "Grapevine", resultou em outros dois sucessos similares: "Too Busy Thinking About My Baby" e "That's the Way Love Is". Entretanto, o casamento de Gaye estava ruindo e ele continuava a sentir que seu trabalho artístico era completamente irrelevante. Frente às transformações sociais que chacoalhavam os Estados Unidos naquele período.
Ao mesmo tempo que Marvin cantava interminavelmente sobre o amor, a música popular norte-americana passava por uma grande revolução, abordando em suas letras as questões sociais e políticas daqueles anos. Desejando ter independência criativa, Marvin foi liberado pela Motown para produzir as gravações de estúdio das bandas The Originals, cujo resultado apareceu nos hits "Baby I'm For Real" e "The Bells".

### "What's Going On"

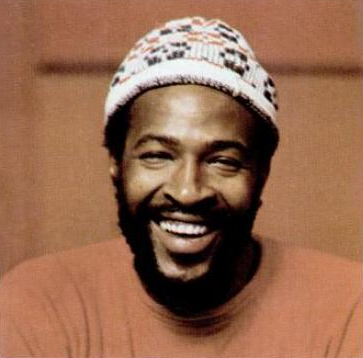
Gaye em 1973

Em 16 de março de 1970, Tammi Terrell morreu em decorrência do tumor cerebral e deixou Marvin devastado. Durante o funeral da parceira, Marvin estava tão sensível que ele conversava com o corpo de Tammi como que esperando por uma resposta dela. Imediatamente, Gaye mergulhou em um auto-isolamento e ficou sem se apresentar ao vivo por quase dois anos. Gaye contou a amigos que havia pensado em deixar a carreira musical, à ponto até de tentar ingressar no futebol americano e jogar no Detroit Lions (onde ele encontrou os colegas Mel Farr e Lem Barney), mas depois de seu sucesso produzindo os Originals, Gaye estava confiante em criar sua própria gravadora. Como resultado disso, ele entrou nos estúdios em 1 de junho de 1970 para gravar as canções "What's Going On", "God is Love", "Sad Tomorrows" — uma versão inicial da canção "Flying High (In the Friendly Sky)". Gaye queria lançar "What's Going On" como single, mas Berry Gordy recusou-se, alegando que a canção não era viável comercialmente. Gaye recusou-se a gravar qualquer outra canção até que o presidente da Motown cedesse, o que ocorreria em janeiro de 1971. O sucesso do single surpreendeu Gordy, que requisitou um álbum com canções similares.
O álbum What's Going On tornou-se um dos mais importantes da carreira de Gaye e é até hoje seu trabalho mais conhecido. Tanto em termos de som (influenciada pelo funk e pelo jazz) e de conteúdo das letras (fortemente espiritual), o álbum representou uma aproximação com seus trabalhos iniciais na Motown. Além da faixa-título, "Mercy Mercy Me" e "Inner City Blues (Make Me Wanna Holler)" atingiram o Top 10 Pop Hits e o primeiro lugar da lista R&B da Billboard. Considerado como um dos mais notáveis discos da história da soul music norte-americana, o álbum conceitual de Gaye foi um divisor de águas para esse gênero musical. Ele já foi chamado de "a mais importante e apaixonada gravação já lançada da música soul, entregue por uma de suas melhores vozes".

### Sucesso prossegue
Com o sucesso do álbum What's Going On, a Motown renegociou um novo contrato com Marvin que permitiu a ele o controle artístico de seu trabalho, no valor de um milhão de dólares, fazendo do cantor o mais bem pago artista negro da história da música. Além disso, Gaye ajudou a libertar o trabalho criativo de outros artistas da Motown, entre os quais Stevie Wonder. Ainda naquela época, Marvin mudou-se de Detroit para Los Angeles em 1972 após receber uma proposta para escrever a trilha sonora para um filme blaxploitation. Escrevendo as letras, criando os arranjos e produzindo o LP para o filme Trouble Man, Marvin lançou o álbum e a canção homônimas, que atingiram o Top 10 Pop da Billboard em 1973. Depois de passar por um período complicado quanto aos rumos de sua carreira, Marvin decidiu mudar o conceito lírico das composições. O LP Let’s Get it On trazia uma temática menos social e mais pessoal da vida de Marvin. Conflitos com o pai, dúvidas existenciais e questões sobre a vida particular do compositor fazem parte do álbum. O LP foi um dos trabalhos mais bem sucedidos de sua carreira e o seu maior sucesso de vendas, superando What's Going On. A faixa-título chegou ao topo da parada pop da Billboard e bateu o recorde de vendagens da Motown, que pertencia ao próprio Marvin com "I Heard It Through the Grapevine". Outros destaques do LP foram as canções "Come Get to This", "You Sure Love to Ball" e "Distant Lover".
Gaye começou a trabalhar naquele que seria seu último álbum dueto, desta vez com Diana Ross. O projeto do LP Diana & Marvin teve início em 1972, mas houve atrasos no andamento do álbum. Com Diana grávida pela segunda vez, Gaye recusava-se a cantar se ele não pudesse fumar no estúdio. Então, os dois realizaram as gravações em dias separados. Lançado no segundo semestre de 1973, o álbum rendeu vários sucessos, entre os quais "You're a Special Part of Me", "My Mistake (Was to Love You)" e as versões para "You Are Everything" e "Stop, Look, Listen (To Your Heart)", ambas hits do grupo The Stylistics.
Em 1975, Gaye começou a pensar em seu próximo disco solo, mas o divórcio com Anna Gordy tomou boa parte do seu tempo. O fim do casamento levou Gaye a várias audiências nos tribunais. O disco I Want You foi finalizado somente no ano seguinte. O álbum levou a faixa-título I Want You ao topo da parada R&B da Billboard.

### Os últimos dias na Motown
Em 1977, a Motown lançou o single de "Got to Give It Up", que se tornou primeiro lugar nas lista Pop, R&B e Dance da Billboard, e o LP ao vivo Live at the London Palladium, álbum que vendeu em torno de duas milhões de cópias — se tornando um dos mais vendidos daquele ano. No ano seguinte, finalmente Gaye consegue se divorciar de sua primeira esposa Anna. Como resultado do acordo judicial, Gaye foi ordenado a pagar pensão alimentícia — ele concordou em ceder parte de seu salário e das vendas do seu álbum seguinte para pagar essa pensão. O resultado foi o LP duplo Here, My Dear, que explorou o relacionamento do casal em detalhes tão íntimos que quase levou Anna a processá-lo por invasão de privacidade, mas ela desistiu dessa decisão. O LP fracassou nas listas de sucesso e Gaye se esforçou para vender o disco. Em 1979, Gaye se casou pela segunda vez, agora com Janis Hunter, com quem teve dois filhos, Frankie e Nona), e começou a trabalhar em um novo álbum, Lover Man. Mas o projeto foi abortado depois do fracasso do single "Ego Tripping Out". Reclamando de problemas com impostos e de vício em drogas, Gaye declarou falência e se mudou para o Hawaii, onde ele vivia em um furgão.

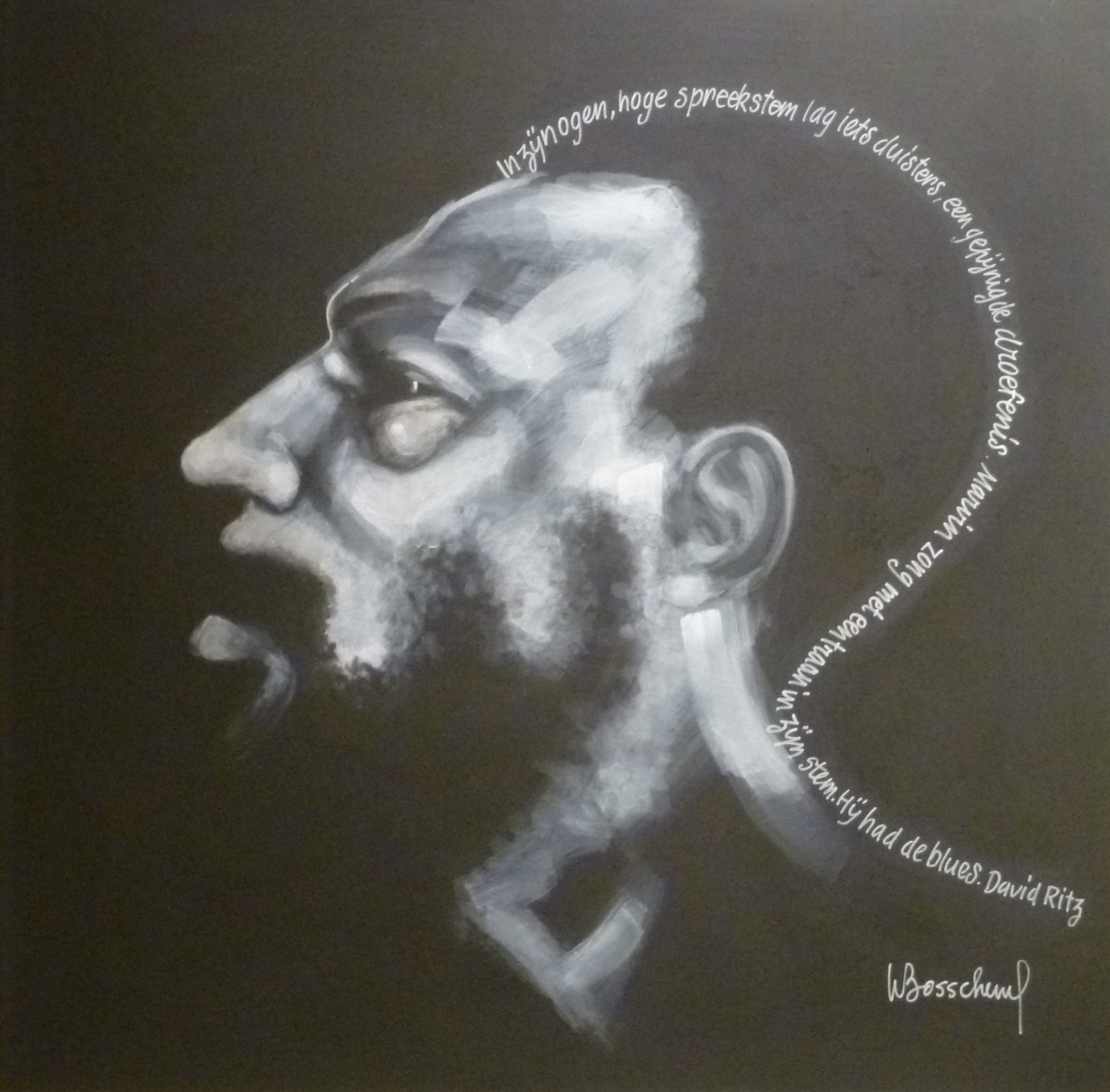
Marvin Gaye pelo pintor belga Willy Bosschem

Em 1980, ele assinou com o promotor britânico Jeffrey Kruger para realizar concertos no Reino Unido. Mas Gaye não conseguiu chegar em tempo ao palco. Quando ele chegou, todos já haviam deixado o concerto. Em Londres, Marvin trabalhou no LP In Our Lifetime?, uma complexa e profunda gravação pessoal. Quando a Motown lançou o disco em 1981, Gaye ficou lívido: ele acusou a gravadora de editar e remixar o álbum sem seu consentimento, lançando uma canção inacabada, "Far Cry", alterando a arte do LP que ele requisitara e removendo o ponto de interrogação do título (dessa forma, alterando sua conotação irônica).

### Retorno e morte trágica
Depois de oferecida uma nova chance em Ostend, Bélgica, Marvin mudou-se para lá ainda em 1981. Ainda perturbado pela decisão precipitada da Motown em lançar In Our Lifetime, ele negociou sua saída da gravadora e assinou com a Columbia Records no ano seguinte, onde lançou Midnight Love. O disco incluía o grande sucesso "Sexual Healing", que lhe rendeu seus primeiros dois prêmios Grammy (de Melhor Performance R&B Masculina e Melhor R&B Instrumental), em fevereiro de 1983. Ele também seria indicado aos mesmos prêmios no ano seguinte pelo LP Midnight Love. Também em fevereiro de 1983, Gaye fez uma apresentação memorável no All-Star Game da NBA, interpretando o Hino Nacional dos Estados Unidos. No mês seguinte, ele fez sua última apresentação para seu antigo mentor no concerto Motown 25, apresentando What's Going On. Depois, ele embarcou em uma turnê pelos EUA divulgando seu recente trabalho. Terminada a turnê, em agosto de 1983, ele estava atormentado por problemas de saúde — ele teve acessos de depressão e medo em torno de uma suposta tentativa de lhe tirarem a vida.
Quando a turnê foi encerrada, ele se isolou e se mudou para a casa de seus pais. Ele ameaçou cometer suicídio diversas vezes, depois de numerosas e amargas brigas com seu pai, Marvin Pentz Gay Sr. Em 1 de abril de 1984, um dia antes de completar seu 45.º aniversário, Marvin foi assassinado com um tiro por seu próprio pai, após uma briga iniciada quando os pais de Gaye discutiam sobre a perda de documentos de negócios. A ironia é que Gaye foi morto por uma arma calibre 38 que ele próprio havia dado de presente para seu pai. Seu corpo foi cremado e as cinzas lançadas no Oceano Pacífico. Marvin Pentz Sr. foi condenado a seis anos de prisão, após ser declarado culpado por homicídio. A acusação de assassinato foi abandonada após médicos descobrirem que ele estava com um tumor cerebral. Marvin Pentz Sr passou o final de sua vida em um asilo, onde morreria de pneumonia em 1998.
Após alguns lançamentos póstumos, que fortaleceram a memória de Marvin na consciência popular, o cantor foi introduzido ao Rock and Roll Hall of Fame em 1987. Mais tarde, também ao Hollywood's Rock Walk e, em 1990, ganharia uma estrela na Calçada da Fama de Hollywood.
Após a sua morte foram lançadas algumas canções em sua homenagem: "Night Shift" dos Commodores (que também homenageia Jackie Wilson) e "Missing You" de Diana Ross. E em 2015 foi lançada a canção de Charlie Puth e Meghan Trainor, "Marvin Gaye", que é uma homenagem a Marvin Gaye e à sua forma de gerar um ambiente de romance e sedução nas suas canções.

## Discografia
Álbuns de estúdio
- The Soulful Moods of Marvin Gaye (1961)
- That Stubborn Kinda Fellow (1963)
- When I'm Alone I Cry (1964)
- Hello Broadway (1964)
- How Sweet It Is to Be Loved by You (1965)
- A Tribute to the Great Nat "King" Cole (1965)
- Moods of Marvin Gaye (1966)
- I Heard It Through the Grapevine (1968)
- M.P.G. (1969)
- That's the Way Love Is (1970)
- What's Going On (1971)
- Trouble Man (1972)
- Let's Get It On (1973)
- I Want You (1976)
- Here, My Dear (1978)
- In Our Lifetime (1981)
- Midnight Love (1982)

Álbuns póstumos
- Dream of a Lifetime (1985)
- Romantically Yours (1985)
- Vulnerable (1997)

Álbuns colaborativos
- Together (with Mary Wells) (1964)
- Take Two (with Kim Weston) (1966)
- United (with Tammi Terrell) (1967)
- You're All I Need (with Tammi Terrell) (1968)
- Easy (with Tammi Terrell) (1969)
- Diana & Marvin (with Diana Ross) (1973)

## Filmografia
- 1965: T.A.M.I. Show (Filme/concerto)
- 1969: The Ballad of Andy Crocker (filme para televisão)
- 1971: Chrome & Hot Leather (filme para televisão)
- 1972: Trouble Man (trilha-sonora)
- 1973: Save the Children (documentário)